# ماغنوس إف. أندرسون
ماغنوس إف. أندرسون (بالسويدية: Magnus F. Andersson)‏ (و. 1953  م) هو ملحن، وعازف مترددة ‏ سويدي، ولد في كارلسكرونا، يستخدم آلات مترددة، بدأ مشواره المهني سنة 1991.

## التعليم
تعلم في الكلية الملكية للموسيقى في ستوكهولم (1983–1990)
.